# 特种化学品
特种化学品 (英語：Speciality chemicals)或者叫特殊化学品，是一类广泛使用的特殊的化学品，能给其他行业提供依赖效果的化学品。

## 概念
大多数特种化学品是有机化合物，产品主要包括有机中间体，黏合剂，涂料，树脂，除草剂，杀虫剂，化妆品添加剂，染色剂，弹性体，香料，食品添加剂，表面活性剂，聚合物，润滑剂，工业气体，芳香味化合物等。